# Kapò (film)
Kapò è un film del 1960 co-scritto e diretto da Gillo Pontecorvo.
Fu candidato per l'Oscar al miglior film straniero nel 1961. È la storia della discesa agli inferi e della risalita di una giovane ed ingenua fanciulla, che da vittima viene trasformata dalla crudeltà disumanizzante nazista prima in carnefice ed infine in martire per amore.

## Trama
Edith è un'adolescente ebrea residente a Parigi, che in un attimo si trova gettata nell'inferno di un campo di sterminio tedesco. Nell'incubo, che sta vivendo, vede morire gassati i suoi genitori. Lo spirito di sopravvivenza fortissimo nella giovane donna fa sì che Edith accetti lo stratagemma di un medico del campo, che - impietosito - la fa passare per Nicole Niepas, una francese criminale comune appena morta. In questo modo la giovane sopravvive ai primi giorni a Auschwitz, per poi passare successivamente a un campo di concentramento in Polonia.
L'istinto di sopravvivenza è fortissimo, al punto da farla diventare essa stessa Kapò, guardiana dei prigionieri e crudele aguzzina delle compagne di prigionia che la odiano forse più degli stessi tedeschi. Dopo diversi mesi di stenti, al campo giunge un gruppo di prigionieri di guerra, tra i quali c'è Sasha, un russo che capisce il dramma della giovane (che s'innamora di lui) ed organizzerà una fuga con la complicità della stessa Nicole, la quale dovrà togliere la corrente elettrica ai fili spinati del campo.
Il giorno prima della fuga però Sasha rivela che una sirena si attiverà al momento dell'interruzione della corrente. Per Nicole, dunque, non ci sarà scampo. Giunto il momento stabilito Nicole, che è stata informata del pericolo da Sasha, decide comunque di sacrificarsi e riesce a staccare la corrente elettrica, permettendo a molti prigionieri di fuggire liberi. Raggiunta dai colpi dei soldati tedeschi, prima di morire chiede all'amico Karl di strapparle dalla divisa le mostrine naziste, e si spegne recitando i versetti dell'antica Shemà, segno del suo intimo desiderio di ricongiungersi alla sua vera identità.

## Produzione

### Sceneggiatura
L'idea del film nacque, congiuntamente, tra Gillo Pontecorvo e Franco Solinas, dopo la lettura di Se questo è un uomo di Primo Levi. La stesura della sceneggiatura non avvenne, tuttavia, senza contrasti, e, oltre a mettere alla prova un'amicizia di lunga data, consolidata da comuni battute di caccia e pesca, rischiò di compromettere il progetto sin dai suoi inizi.
Primo nodo della discordia fu la proposta di Solinas di introdurre una storia d'amore tra la protagonista ed un prigioniero. Il deciso rifiuto del regista, con gli stessi argomenti utilizzati in seguito in alcune critiche negative al film, portò ad una lite con relativi insulti tra i due e all'abbandono, senza neppure salutarsi, del ritiro di Villetta Barrea, dove i due stavano lavorando. Fu solo l'intervento del produttore Franco Cristaldi a ricomporre il sodalizio.
Anche sul finale non vi fu accordo. Rispetto al sacrificio finale, Pontecorvo avrebbe preferito che Edith, a liberazione avvenuta, espiasse nella solitudine e nel rimorso la scelta di passare dalla parte degli aguzzini.

### Fotografia
Per ragioni di co-produzione internazionale a Pontecorvo era stato imposto come direttore della fotografia lo jugoslavo Aleksandar Sekulovic, ma la coesistenza tra i due non fu facile. La fotografia "levigata, hollywoodiana", il sistematico uso del controluce  di Sekulovic, mal si conciliavano con la richiesta di un materiale grezzo, " da cinegiornale", che storicizzasse la narrazione. Molto maggiore era la sintonia con gli operatori della seconda unità, di cui facevano parte futuri grandi direttori della fotografia come Carlo Di Palma e Marcello Gatti.
Fu a quest'ultimo che, per ottenere una fotografia più granulosa, meno elegante, fu affidato, successivamente, a Cinecittà, il controtipaggio (procedimento attraverso il quale, dal positivo del girato si ottiene un nuovo negativo) di alcune scene. Per evitare contrasti eccessivi, l'operazione, agevolata dalle caratteristiche di estrema "morbidezza" della pellicola utilizzata, la DuPont C4, fu limitata ad alcune sequenze, sotto la supervisione dello stampatore Enzo Verzini.
Di lì a poco Gatti avrebbe messo a frutto quell'esperienza come direttore della fotografia di Nanni Loy in Le quattro giornate di Napoli e, soprattutto, in La battaglia di Algeri dello stesso Pontecorvo, in cui il processo di controtipaggio fu ulteriormente sviluppato.

### Cast

Susan Strasberg e Gianni Garko in una scena del film

Cristaldi ottenne la presenza nel film di due attori di fama internazionale: Emmanuelle Riva, reduce dal successo di Hiroshima mon amour , e Laurent Terzieff, di cui il regista ricorda l'atteggiamento tutt'altro che divistico, la partecipazione attiva e competente alla lavorazione, la disponibilità ad assumere anche compiti da aiuto-regista (ad esempio istruendo e sistemando le comparse ).
Avrebbe dovuto essere protagonista del film Claudia Cardinale, ma secondo il regista non venne scelta perché ritenuta troppo bella.
Benché caldeggiata dal produttore, per il quale il suo stesso nome avrebbe dovuto costituire una garanzia, più controversa fu la scelta di Susan Strasberg, figlia del direttore dell'Actors Studio, per il ruolo della protagonista. Pontecorvo racconta come le sue perplessità, legate alla presenza fisica dell'attrice, fossero state vinte dalla malinconia e dalla forza comunicativa del suo sguardo solo dopo averla incontrata personalmente. Da notare che durante le riprese della scena in cui la protagonista, dalla finestra dell'infermeria, vede i genitori nudi costretti a marciare verso le camere a gas, neppure con un sonoro ceffone da parte dell'aiuto-regista Giuliano Montaldo si riuscì a farla piangere.

## Accoglienza

### Critica

La scena del suicidio di Emmanuelle Riva

Il film ebbe inizialmente una forte stroncatura da parte di Jacques Rivette, critico e regista francese, che giudicò disgustosa la carrellata in avanti che mostra il suicidio di Emmanuelle Riva, accusando il regista di aver voluto in questo modo rendere spettacolare la morte. Il regista si difese rimandando alla parte superiore destra dell'inquadratura, in cui, dietro a Teresa, continuano a marciare le altre detenute; oggetto della sua attenzione non sarebbe stata, dunque, la suicida, bensì l'indifferenza, l'assuefazione alla morte delle compagne.
Posizioni meno moraliste furono espresse da una parte della critica italiana, la quale osservò come «Storie del genere, ormai, hanno un po' stancato, ma bisogna onestamente dare atto a Gillo Pontecorvo, regista del film, che questa volta, nonostante la troppo consueta cornice della guerra e dei reticolati, il suo dramma commuove e agghiaccia quasi dal principio alla fine con una forza, un rigore, una tensione tragica di nobilissimo livello... il racconto si impone per quella sua straziante atmosfera di atrocità rievocate con livida durezza, per quei suoi sinistri personaggi... e, soprattutto, per quella sua dolente indagine umana che, senza polemiche esteriori, limitandosi ad enunciare l'abiezione cui può arrivare una creatura umana per colpa del terrore, scrive contro questo terrore una delle pagine più lucide e spietate che ci abbia offerto di recente il cinema italiano.» 
Negativa invece la valutazione espressa da Gianni Rondolino: «Pontecorvo descrive fatti ed episodi che rispecchiano una condizione umana tragica (...) ma non riesce ad interpretarli nella loro complessa formulazione morale: la sua storia si ferma (...) là dove sarebbero necessari l'approfondimento del tema e una dimensione umana (...) dei personaggi.» 

## Riconoscimenti
- 1961 − Premio Oscar
  - Candidatura al miglior film in lingua straniera
- 1961 − Nastro d'argento
  - Miglior attrice non protagonista a Didi Perego
  - Candidatura alla miglior musica a Carlo Rustichelli
- 1961 − Festival internazionale del cinema di Mar del Plata
  - Miglior attrice a Susan Strasberg